# Be Bad!
Pour plus de détails, voir Fiche technique et Distribution.
Be Bad!, ou Ados en révolte au Québec, (Youth in Revolt) est une comédie américaine réalisée par Miguel Arteta sur le scénario de Gustin Nash d'après le roman Youth in Revolt: The Adventures of Nick Twisp de C.D. Payne, mettant en scène Michael Cera dans le rôle de Nick Twisp/François Dillinger. Distribué par Dimension Films, ce film est sorti le 8 janvier 2010 après avoir été présenté dans de festivals en 2009.
Distribué par Bac Films, il est sorti le 8 juillet 2010 à Paris et le 1er septembre 2010 dans toute la France.

## Synopsis
Nick Twisp est un adolescent de seize ans dont les parents, divorcés, ont chacun refait leur vie avec une autre personne. Un jour, avec sa mère et le petit ami de cette dernière, menacé par des marins en colère, ils partent pour des vacances. Durant ces vacances, Nick rencontre Sheeni Saunders, une très jolie fille non conformiste, qui vit dans une famille dévote. Mais les parents de Nick, l'ex-petit ami de Sheeni, Trent, et la distance entre les deux font tout pour les séparer. Nick abandonne sa vie monotone et crée son double à l'esprit retors, François, prêt à tout pour être avec Sheeni, quitte à semer le chaos autour de Nick…

## Fiche technique
- Titre original : Youth in Revolt
- Titre français : Be Bad!
- Titre québécois : Ados en révolte
- Réalisation : Miguel Arteta
  - Premier assistant réalisateur : George Bamber
  - Second assistant réalisateur : Michael D. Gillis
- Scénario : Gustin Nash, d'après le roman Youth in Revolt: The Adventures of Nick Twisp de C.D. Payne
- Production : David Permut
- Sociétés de production : Dimension Films, Permut Presentations et Shangri-La Entertainment
- Société de distribution  :  Dimension Films,  Alliance Films,  Bac Films
- Direction artistique : Gerald Sullivan
- Chef de la photographie : Chuy Chávez
- Direction du casting : Richard Mento, Meredith Tucker et Joanna Colbert
- Chef de décors : Tony Fanning
  - Décoratrice : Cynthia La Jeunesse
- Costumes : Nancy Steiner
- Montage : Andy Keir et Pamela Martin
- Musique : John Swihart
- Budget : 18 000 000 de dollars
  - Revenue :  15 281 286 de dollars,  97 166 entrées
- Pays : États-Unis
- Langue : anglaise, française
- Format : Couleur, Dolby Digital
- Genre : Comédie
- Durée : 90 minutes
- Sortie :
  -  États-Unis,  Canada : 8 janvier 2010
  -  France : 1er septembre 2010

## Distribution
- Michael Cera (V. F. : Juan Llorca / V. Q. : Nicholas Savard L'Herbier) : Nick Twisp / François Dillinger
- Portia Doubleday (V. F. : Barbara Probst / V. Q. : Ariane-Li Simard-Côté) : Sheeni Saunders
- Jean Smart (V. F. : Françoise Vallon / V. Q. : Marie-Andrée Corneille) : Estelle Twisp
- Zach Galifianakis (V. F. : Christophe Rouzaud) : Jerry
- Erik Knudsen (V. F. : Romain Berger / V. Q. : David Laurin) : Leroy Lefty
- Adhir Kalyan (V. F. : Sandor Funtek / V. Q. : Xavier Dolan) : Vijay Joshi
- Steve Buscemi (V. F. : Laurent Natrella / V. Q. : François Sasseville) : George Twisp
- Fred Willard (V. F. : Gilbert Beugniot / V. Q. : Hubert Gagnon) : M. Ferguson
- Ari Graynor (V. F. : Lisa Martino / V. Q. : Catherine Bonneau) : Lacey
- Ray Liotta (V. F. : Emmanuel Jacomy / V. Q. : Daniel Picard) : Lance Wescott
- Justin Long (V. F. : Cédric Chevalme / V. Q. : Hugolin Chevrette) : Paul Saunders
- Rooney Mara (V. F. : Émilie Brotoms) : Taggarty
- Jade Fusco (V. F. : Lara Suyeux) : Bernice Lynch
- Lise Lacasse : Matron
- M. Emmet Walsh (V. Q. : Claude Préfontaine) : M. Saunders
- Mary Kay Place : Mme Saunders
- Jonathan B. Wright (V. Q. : Renaud Paradis) : Trent Preston

Source et légende : Version française (V. F.) selon le carton du doublage français sur le DVD zone 2 et Version québécoise (V. Q.) sur Doublage QC.

## Production

### Musique
Youth in Revolt: Original Motion Picture Soundtrack est une bande originale du film américain Be Bad! de Miguel Arteta, éditée par Lakeshore Records en janvier 2010.
| 1.    | When You Love Somebody                            | Fruit Bats                 | 4:31 |
| 2.    | I Willn't Be a Prisoner                           | Little Wings               | 1:21 |
| 3.    | Les Cactus                                        | Jacques Dutronc            | 2:41 |
| 4.    | I Have a Boyfriend                                | Michael Cera               | 0:39 |
| 5.    | What's Up Fatlip?                                 | Fatlip                     | 3:22 |
| 6.    | Popular Mechanics for Lovers                      | Beulah                     | 3:03 |
| 7.    | Light of Love                                     | Fleshpot                   | 2:30 |
| 8.    | Keys                                              | John Swihart               | 0:46 |
| 9.    | Sans titre                                        | Fleshpot                   | 3:06 |
| 10.   | T'ain't What You Do (It's the Way That You Do It) | Fun Boy Three & Bananarama | 2:52 |
| 11.   | My Romance                                        | Jo Stafford                | 3:24 |
| 12.   | Nick and Sheeni Make Love                         | John Swihart               | 1:24 |
| 29:39 |                                                   |                            |      |

## Festivals
Avant de sortir en salles en 2010, il fut d'abord présenté le 11 septembre 2009 dans le Festival de Deauville, le 15 septembre 2009 au Festival de Toronto et le 3 novembre 2009 au AFI Film Festival.